# Psittacanthus palmeri
Psittacanthus palmeri är en tvåhjärtbladig växtart som först beskrevs av Watson, och fick sitt nu gällande namn av Barlow & Wiens. Psittacanthus palmeri ingår i släktet Psittacanthus och familjen Loranthaceae. Inga underarter finns listade i Catalogue of Life.